# Dolní Smrčné
Dolní Smrčné (německy Unterfichten) je částí města Brtnice nacházející se v okrese Jihlava v Kraji Vysočina. Ke dni 28. 8. 2006 zde žilo 89 obyvatel.

## Název
Název se vyvíjel od varianty Smrczne (1390), v Smrčném (1447), z Smrczney (1528), Smrczne (1556), Smrcžny (1678), Smržny (1718), Unter Smrczny (1720), Smrczny (1751), Smrcžny a Smrtschey (1798), Unter Smrchny a Dolnj Smržny (1846), Unter Smrežny a Dolní Smrčná (1850), Unter Smrczna a Dolní Smrčna (1872), Untersmrčny a Dolní Smrčný (1906) až k podobě Dolní Smrčné v roce 1924. Místní jméno vzniklo z obecného jména smrk a znamenalo ves u smrku či pod smrkem.

## Historie
První písemná zmínka o obci pochází z roku 1233.
V letech 1869–1950 patřila jako osada pod Panskou Lhotu, v letech 1950–1988 byla samostatnou obcí, 1. ledna 1989 se stala místní částí Brtnice.

## Přírodní poměry
Dolní Smrčné leží v okrese Jihlava v Kraji Vysočina. Nachází se 11 km jižně od Luk nad Jihlavou, 7 km západně od Koutů, 11 km severně od Okříšek a 7 km východně od Brtnice. Geomorfologicky je oblast součástí Česko-moravské subprovincie, konkrétně Křižanovské vrchoviny a jejího podcelku Brtnická vrchovina, v jehož rámci spadá pod geomorfologický okrsek Puklická pahorkatina. Nadmořská výška se pohybuje od 452 do 429 metrů. Nejvyšší bod, Málkův kopec (540 m n. m., též Na kopci), leží jižně od vsi. Východně od Dolní Smrčné protéká řeka Jihlava, do níž se zprava vlévá Chlumský potok a zleva bezejmenný potok, který protéká Dolním Smrčným. Část území přírodní rezervace Údolí Brtnice zasahuje i do katastru Dolní Smrčné.

## Obyvatelstvo
Podle sčítání 1930 zde žilo v 42 domech 231 obyvatel. 221 obyvatel se hlásilo k československé národnosti a 9 k německé. Žilo zde 230 římských katolíků a 1 evangelík.
| Rok            | 1869 | 1880 | 1890 | 1900 | 1910 | 1921 | 1930 | 1950 | 1961 | 1970 | 1980 | 1991 | 2001 | 2011 |
| -------------- | ---- | ---- | ---- | ---- | ---- | ---- | ---- | ---- | ---- | ---- | ---- | ---- | ---- | ---- |
| Počet obyvatel | 181  | 194  | 183  | 177  | 189  | 210  | 231  | 184  | 186  | 179  | 141  | 108  | 94   | 86   |

## Hospodářství a doprava
V obci sídlí Penzion Anděl a truhlářství Michal Pysk. Obcí prochází silnice III. třídy č. 4031 do Bransouzí a železniční trať č. 240 z Brna do Jihlavy. Dopravní obslužnost zajišťují dopravci ICOM transport a České dráhy. Autobusy jezdí ve směrech Jihlava a Brtnice a vlaky ve směrech Brno a Jihlava. Obcí prochází cyklistické trasy č. 162 a Jihlava-Raabs z Panské Lhoty do Bransouzí a modře značená turistická trasa.

## Školství, kultura a sport
Zdejší děti dojíždění do základní školy v Brtnici. Pobočku tu má Městská knihovna v Brtnici. Působí zde Sbor dobrovolných hasičů Dolní Smrčné. V roce 2020 by v obci měl být postaven kulturní dům, investice dosáhne 10 milionů Kč.

## Pamětihodnosti
- Kaple Panny Marie Růžencové
- dva kříže u kaple
- Zřícenina hradu Rokštejn (2 km daleko)